# Frank Saker
Frank Saker (n. 10 august 1907, Toronto, Ontario, Canada – d. 6 aprilie 1980, Toronto, Ontario, Canada) a fost un canoist ce a reprezentat Canada, medaliat olimpic. A participat la o ediție a Jocurilor Olimpice (1936) în care a câștigat o medalie de argint și o medalie de bronz.